# تومي سبور
تومي سبور (بالإنجليزية: Tommy Spurr)‏ (30 سبتمبر 1987 بليدز في المملكة المتحدة - ) هو لاعب كرة قدم بريطاني في مركز الدفاع. لعب مع بلاكبيرن روفرز وشيفيلد وينزداي ونادي دونكاستر روفرز.

## وصلات خارجية
- تومي سبور على موقع إي إس بي إن إف سي (الإنجليزية)
- تومي سبور على موقع قاعدة بيانات كرة القدم.إي يو (الإنجليزية)
- تومي سبور على موقع Soccerbase.com (لاعب) (الإنجليزية)
- تومي سبور على موقع Soccerway.com (الإنجليزية)

قالب:تشكيلة بريستون نورث ايند